# Wilhelmine Witte
Wilhelmine Sophie Elisabeth Witte (geborene Böttcher; * 17. November 1777 in Hannover, Kurfürstentum Braunschweig-Lüneburg; † 17. September 1854 ebenda, Königreich Hannover) war eine deutsche Astronomin und Selenografin. Sie ist bekannt für ihren Mondglobus, das erste Präzisionsmodell der Oberfläche des Mondes, den sie im Jahr 1839 fertigstellte.

## Leben und Werk

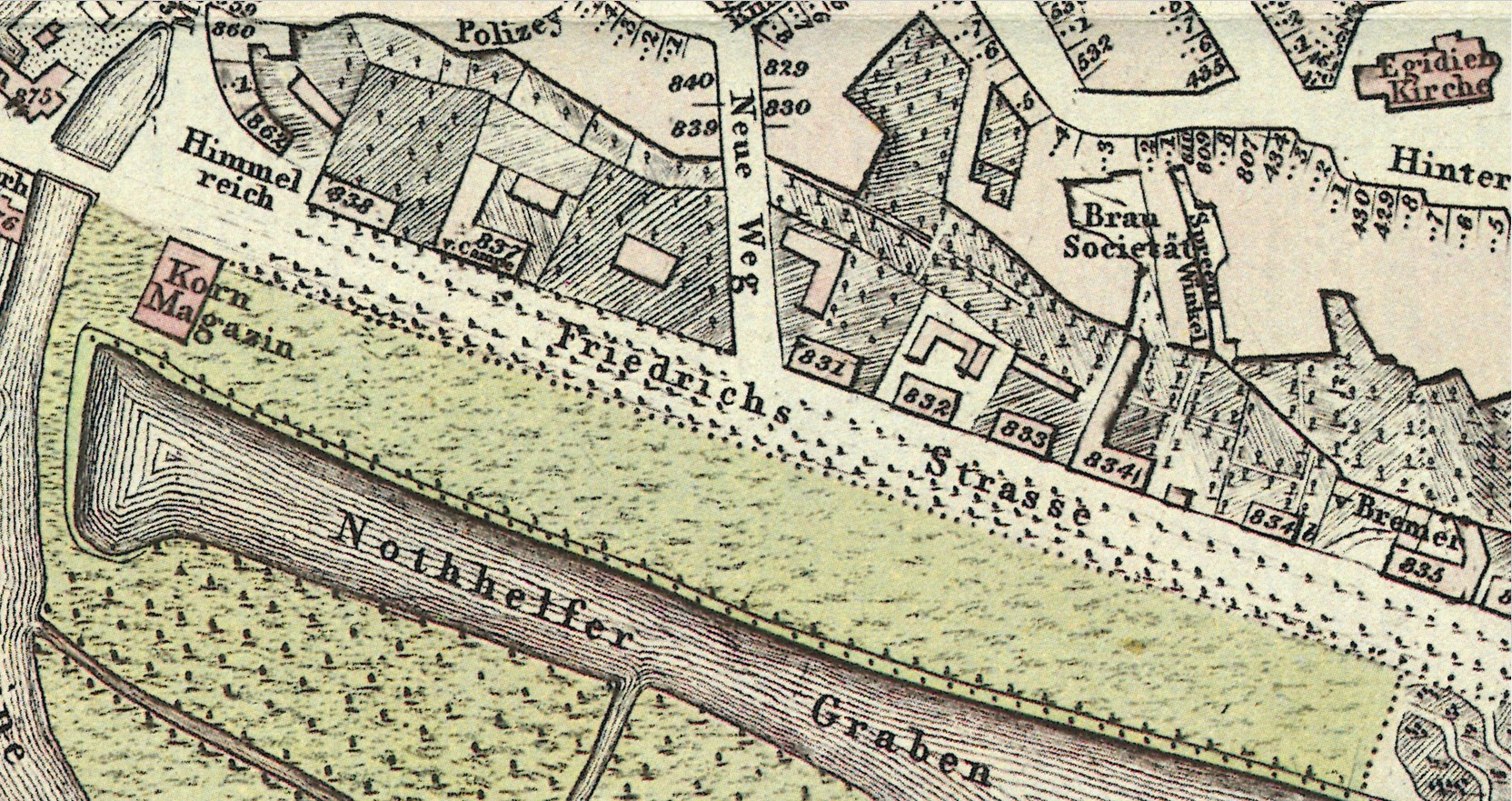
Der im Familieneigentum stehende Wohnsitz der Wittes, Haus und Grundstück Friedrichs Strasse 832;
Stadtplan Hannover von 1822

Wilhelmine Witte wurde am 17. November 1777 in Hannover geboren. Ihre Eltern waren der Senator Gottfried Ernst Böttcher (1750–1823) und seine Ehefrau Johanne Sophie Marie, geborene Brinkmann (1755–1824). Über ihre frühen Jahre und ihre Ausbildung ist nichts bekannt. Im Alter von 23 Jahren heiratete sie am 28. Mai 1801 in der Marktkirche Hannover den vier Jahre älteren Hofrat Friedrich Christian Witte (1773–1854). Aus dieser Ehe gingen zwischen 1803 und 1818 vierzehn Kinder hervor, von denen die meisten früh starben. Unter den wenigen Kindern, die das Erwachsenenalter erreichten, waren ihre Söhne Friedrich Ernst und Theodor Witte – beide Juristen – und ihre älteste Tochter, die Lyrikerin Minna von Mädler.
Mathematisch hoch begabt, interessierte sich Wilhelmine Witte sehr für Astronomie. Ihr erstes Teleskop kaufte sie 1815. Ein sogenannter Fraunhofer-Refraktor, zu jener Zeit das beste Teleskop auf dem Markt, ermöglichte ihr Messungen auf der Oberfläche des Mondes. Ihre eigenen Beobachtungen nutzte sie zusammen mit bereits 1834 in der Mappa Selenographica veröffentlichten Karten der Mondoberfläche, um ein präzises, naturgetreues Reliefmodell des Mondes zu entwickeln. Als Material verwendete sie Wachs, dem zur Erhöhung der Festigkeit Mastix beigemischt wurde. Als der britische Astronom John Herschel sich 1838 in Hannover aufhielt, präsentierte ihm Witte einen ersten Entwurf ihrer Arbeit. Aufgrund seiner positiven Kritik und Hinweise konnte sie ihr Modell, das einen Durchmesser von 34 Zentimetern hatte, weiter verbessern und präzisieren. Kurz zuvor fertiggestellt, wurde ihr Mondglobus im September 1839 bei der Naturforscherversammlung in Pyrmont von ihrem späteren Schwiegersohn, dem Astronomen Johann Heinrich Mädler, der Fachwelt vorgestellt.
Anfang 1840 stellte Mädler Wittes Globus auch in Berlin Naturwissenschaftlern und Geografen sowie Mitgliedern des preußischen Königshauses vor. Auf Empfehlung des ebenfalls anwesenden Alexander von Humboldt kaufte König Friedrich Wilhelm IV. Wittes Mondglobus für die Königliche Kunstkammer an.
Im Herbst 1844 hatte Witte eine neue, weiter verbesserte Version des Mondglobus fertiggestellt, die John Herschel 1845 in Cambridge der Society for the Advancement of Science (deutsch Gesellschaft zur Förderung der Wissenschaften) präsentierte. Auch dort fand Wittes Globus große Anerkennung. Die Hälfte des Globus, welche die erdabgewandte Seite des Mondes repräsentierte, war in Schwarz gehalten, da vor 1959 nichts über das Aussehen der Rückseite des Mondes bekannt war.
Wilhelmine Witte starb am 17. September 1854 im Alter von 76 Jahren an Altersschwäche in ihrer Heimatstadt Hannover.

## Nach Wittes Tod

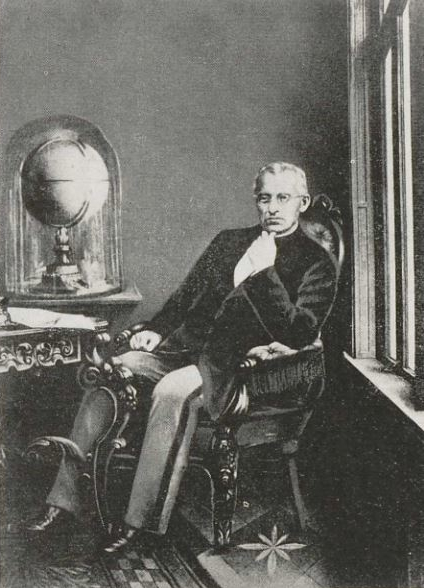
Johann Heinrich Mädler mit Wittes Mondglobus (Ölgemälde, um 1840)

Das in England gezeigte Exemplar ging nach Wittes Tod in den Besitz ihrer Tochter Minna über, deren Ehemann Johann Heinrich Mädler selbst Jahre vorher die Mondkarten für die Mappa Selenographica gezeichnet hatte. Er schrieb, nachdem er den Mondglobus „gegen die Sonne aufgestellt“ und ihn „zur Vermeidung einer zu starken Augenparallaxe“ nicht aus der Nähe, sondern aus einiger Entfernung durch ein Fernrohr betrachtet hatte, voller Bewunderung: 

„Wie staunte ich, als der mir wohlbekannte Schattenwurf des Tycho, Clavius und anderer Hochwälle genau in denselben Formen vor mir stand, wie auf dem wirklichen Monde, wie jede kleine Einbuchtung, jeder Vorsprung des Schattenprofils in klaren und scharfen Umrissen sich hier reproducirte. Der eigenthümliche Schimmer der großen Lichtstreifen, der nur bei hohem Sonnenstande über der betreffenden Mondlandschaft sich zeigt, ist sehr glücklich durch höchst feine Asbestfäden, die gleichfalls nur bei nahe rechtwinklig auffallendem Lichte schimmern, nachgeahmt.“

Diese Begeisterung für die Arbeit seiner Schwiegermutter mag Mädler dazu veranlasst haben, einen Artikel mit dem Titel Astronominnen zu verfassen, der 1863 in Westermann’s illustrirten Monats-Heften erschien. Darin beschreibt er Leben und wissenschaftliche Leistungen früher „Himmelsforscherinnen“ und spannt dabei einen weiten historischen Bogen von Hypatia über Maria von Lewen, Émilie du Châtelet, Margarethe Hevel (die Ehefrau des Johannes Hevelius), Maria Margaretha Kirch, Jeanne Dumée, Agnes Manfredi (eine Schwester des italienischen Astronomen Eustachio Manfredi), die Französinnen Nicole-Reine Lepaute und Marie-Jeanne de Lalande zu Caroline Herschel und Mary Somerville zu Wilhelmine Witte.
Nach Minna von Mädlers Tod im Jahre 1891 wurde der Mondglobus dem Kestner-Museum in Hannover vermacht. Das einzige erhaltene Werk Wilhelmine Wittes befindet sich heute in der Sammlung des Historischen Museums Hannover.

## Ehrungen
- Die Internationale Astronomische Union (IAU) benannte im Jahr 2006 einen 35 km großen Krater auf der Venus nach ihr Witte-Patera – wobei Patera (lateinisch für „flache Schale“) eine Bezeichnung für irreguläre oder komplexe Kraterformen ist.[8][5]
- Im Hannoverschen Stadtteil Kirchrode wurde 2011 die Wilhelmine-Witte-Straße nach ihr benannt.[6]